# Monts San Juan
Les monts San Juan (San Juan Mountains en anglais), culminant à  4 361 m, sont une chaîne de montagne du Colorado, aux États-Unis. La chaîne est une subdivision des montagnes Rocheuses.

## Géographie

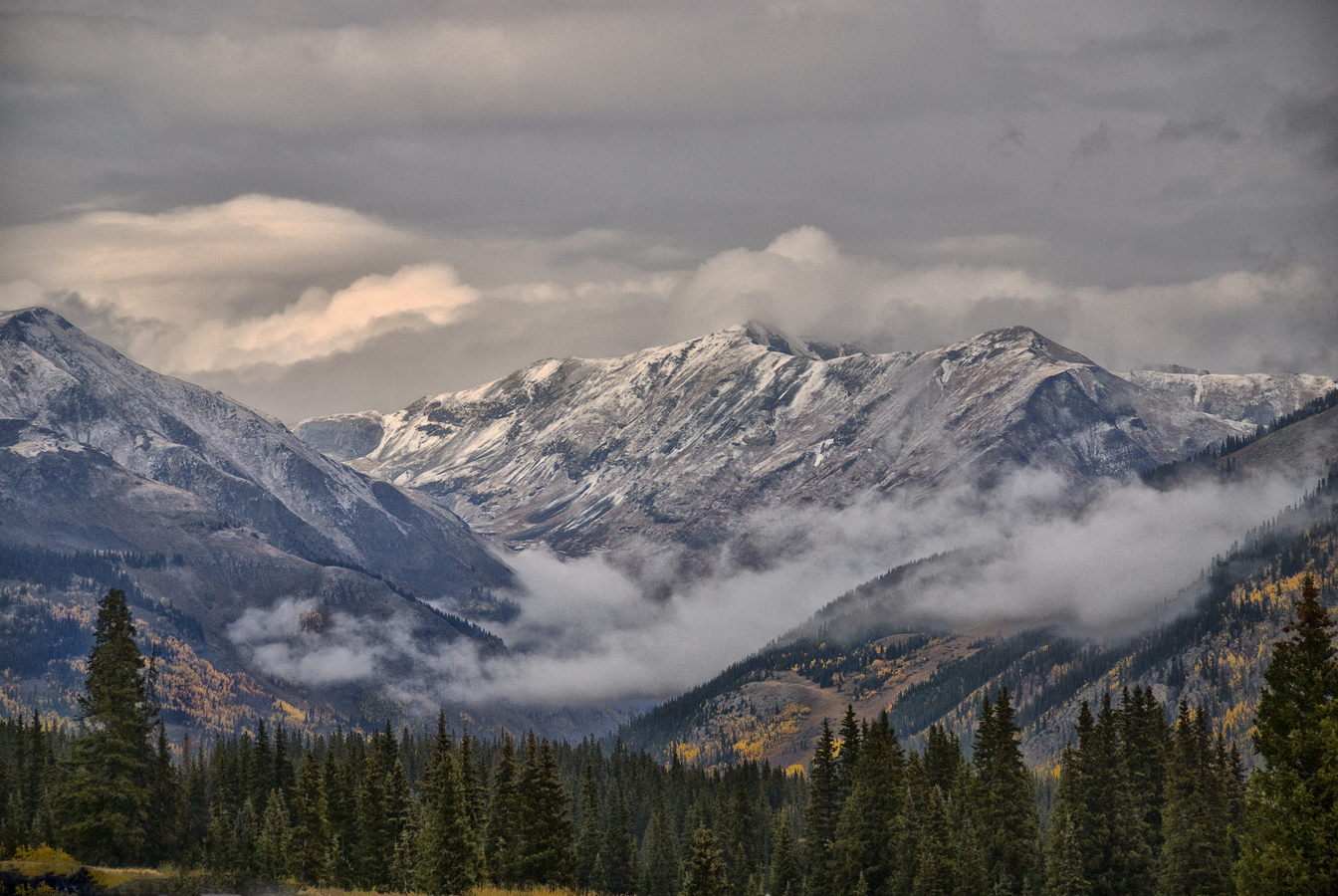
Vue des monts San Juan depuis le nord de Durango.

Les monts San Juan sont parallèles aux monts Sangre de Cristo dont ils sont séparés par le fossé du rio Grande. Ils dominent à l'ouest le plateau du Colorado.
Ils sont constitués d'un empilement  de roches volcaniques récentes profondément érodées et datant de l'époque du Mio-pliocène. Avec leurs pointes, aiguilles et profondes auges glaciaires, ils sont semblables par leur aspect aux massifs montagneux européens. On y trouve quelques glaciers.
Le massif est quasiment inhabité à l'exception de quelques exploitations minières.

### Principaux sommets
- Pic Uncompahgre, 4 361 m (point culminant)
- Mont Wilson, 4 342 m
- Mont Sneffels, 4 313 m
- Mont Eolus, 4 292 m
- Pic Handies, 4 282 m
- Pic Redcloud, 4 278 m
- Pic San Luis, 4 271 m